# Žibrat
Žibrat je priimek več znanih Slovencev:
- Andreja Žibrat Gašperšič, arheologinja
- Eva Žibrat, kiparka
- Franc Žibrat, narodnozabavni glasbenik, harmonikar
- Jan Žibrat, namiznoteniški igralec
- Karin Možina Žibrat, pevka
- Miha Žibrat (1952-2022), novinar in športni komentator
- Rikardo Žibrat, karateist
- Rok Žibrat, pobudnik ustanovitve "Psihedeličnega društva"
- Tim Žibrat /Zibrat, glasbenik skladatelj (za film...), pianist?
- Uroš Žibrat, dr. zn.: zaznavanje na daljavo, strojno učenje, biostatistika
- Vlado Žibrat, teniški trener